# Pierre Part
Pierre Part és una població dels Estats Units a l'estat de Louisiana. Segons el cens del 2000 tenia 3.639 habitants.

## Demografia
Segons el cens del 2000, Pierre Part tenia 3.239 habitants, 1.236 habitatges, i 928 famílies. La densitat de població era de 414,1 habitants/km².
Dels 1.236 habitatges en un 39,4% hi vivien nens de menys de 18 anys, en un 62% hi vivien parelles casades, en un 9,7% dones solteres, i en un 24,9% no eren unitats familiars. En el 22,1% dels habitatges hi vivien persones soles el 9,8% de les quals corresponia a persones de 65 anys o més que vivien soles. El nombre mitjà de persones vivint en cada habitatge era de 2,62 i el nombre mitjà de persones que vivien en cada família era de 3,06.
Per edats la població es repartia de la següent manera: un 27,3% tenia menys de 18 anys, un 9,4% entre 18 i 24, un 29,9% entre 25 i 44, un 22,2% de 45 a 60 i un 11,2% 65 anys o més.
L'edat mediana era de 35 anys. Per cada 100 dones de 18 o més anys hi havia 91,9 homes.
La renda mediana per habitatge era de 37.431 $ i la renda mediana per família de 43.393 $. Els homes tenien una renda mediana de 39.185 $ mentre que les dones 18.418 $. La renda per capita de la població era de 14.939 $. Entorn del 13,4% de les famílies i el 13,6% de la població estaven per davall del llindar de pobresa.

## Poblacions més properes
El següent diagrama mostra les poblacions més properes.